# 戈爾加內山脈

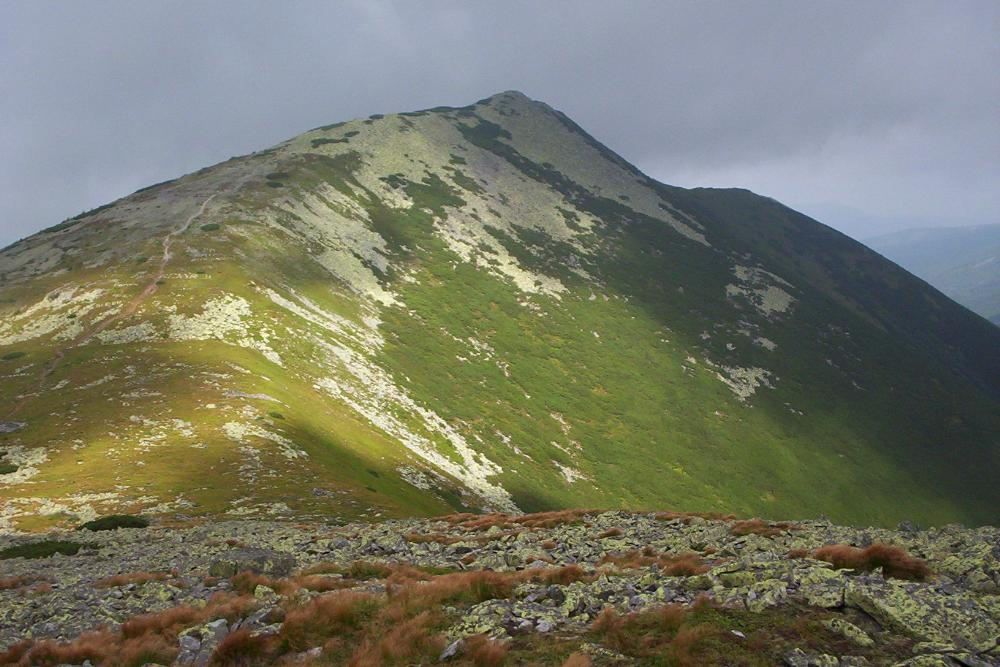

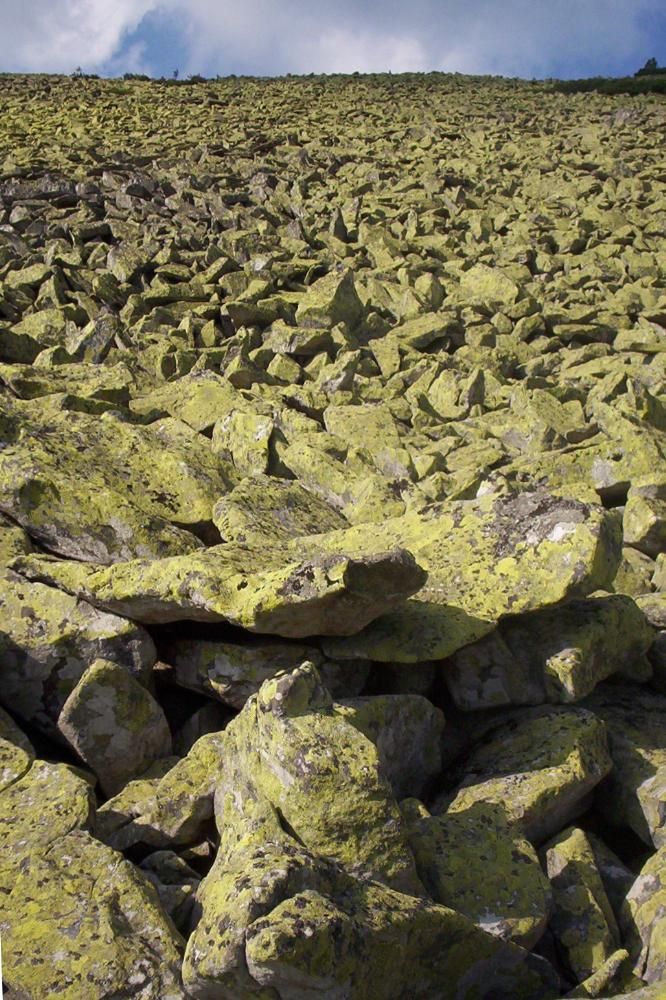

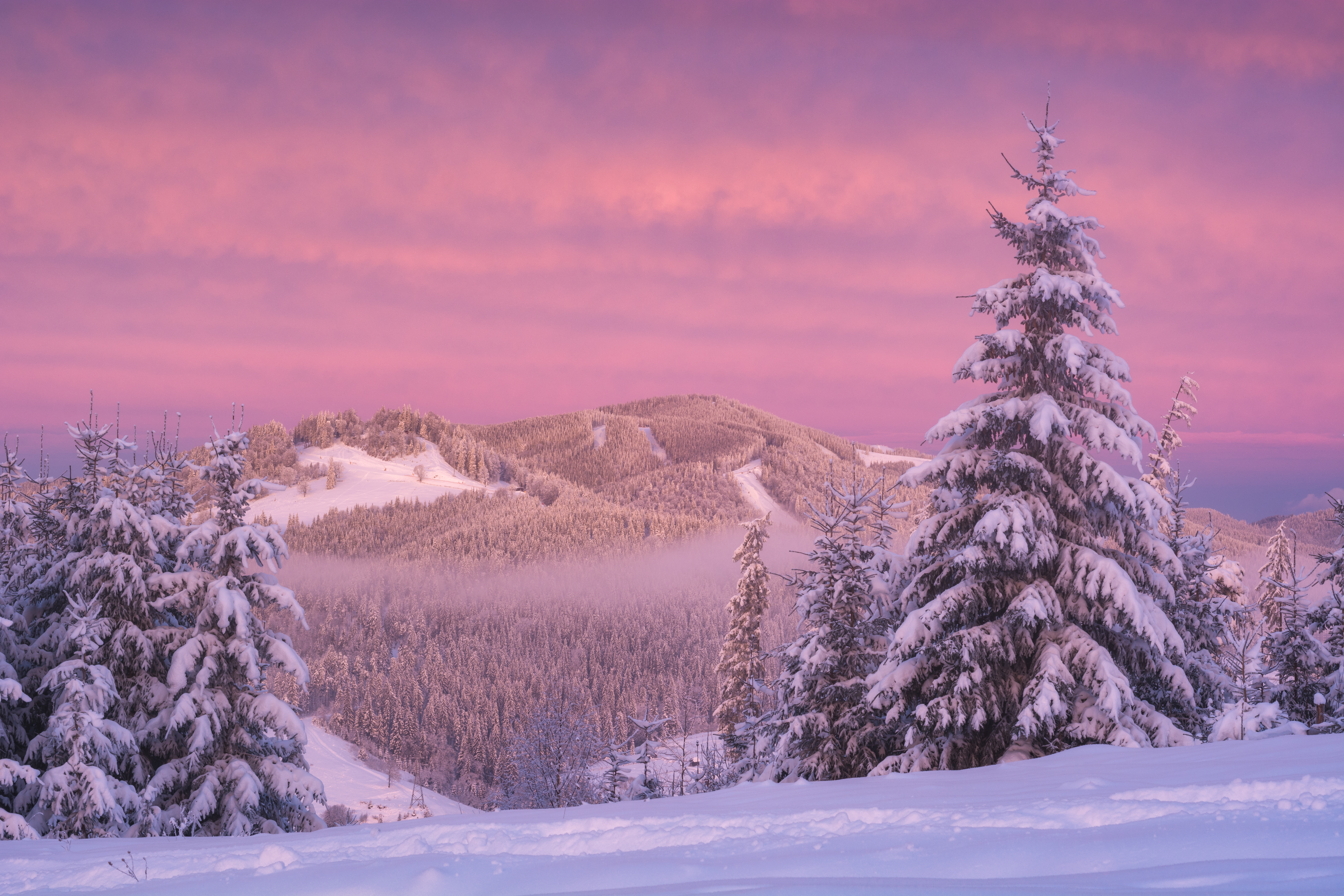
戈尔加内山脉冬日早晨的风景

戈爾加內山脈（羅馬化：Gorgany）是烏克蘭的山脈，位於該國西部，毗鄰喬爾諾戈拉山脈，長75公里、寬40公里，最高點海拔高度1,836米，該地區是熱門的冬日運動地點。